# 小川龍
小川 龍（おがわ りょう、1940年2月11日 - 2015年3月21日）は、日本の麻酔科医・歴史家。

## 生涯
群馬県生まれ。1965年群馬大学医学部卒業。66年群馬大学医師・麻酔科学専攻。72年群馬大学より医学博士の学位を取得。
1987年日本医科大学麻酔科教授、医学部学部長、付属病院副院長、2005年新潟県阿賀町鹿瀬診療所勤務。
仏教・歴史に関心を持ち医療論、歴史書なども著した。日本文藝家協会会員。

## 著書
- 『臨床医のためのやさしい医学統計学』真興交易医書出版部 1981
- 『麻酔科医からみたショック治療の実際』真興交易医書出版部 1983
- 『ショックの臨床』新興医学出版社 最新医学文庫 1984
- 『麻酔科診療実践マニュアル』文光堂 1993
- 『どうすれば心に安らぎを保てるか 仏の教えより』真興交易医書出版部 2004
- 『ポストモダンの医療論 医学と哲学の接点』真興交易医書出版部 2006
- 『賀茂の半月』幻冬舎ルネッサンス 2007
- 『高僧・道海と消された経典』ルネッサンスブックス 2007
- 『チチンプイプイ痛みで泣かないために 『痛み』の教本』真興交易医書出版部 2008
- 『闇の彼方 西南戦争異聞』東京図書出版会 リフレ出版 (発売) 2009

### 共編著・監修
- 『近代病院における中央手術室の看護』山路スミ共著 ライフ・サイエンス・センター 1979
- 『緊急麻酔』編 克誠堂出版 1993
- 『手術侵襲とその防御 21世紀の指針』弓削孟文,細川豊史共編 真興交易医書出版部 1994
- 『研修医のための麻酔科領域薬剤の使い方』編 克誠堂書店 1995
- 『最近の心臓手術と麻酔管理のながれ Evidence based medicine』監修 坂本篤裕,高尾あや子編著 真興交易医書出版部 1999
- 『知っておきたいショックの新たな診療』編 真興交易医書出版部 先端医学撰書 1999
- 『内視鏡手術の術中管理とトラブルシューティング』監修 坂本篤裕編著 真興交易医書出版部 2000
- 『麻酔のhow to 技術編』編 克誠堂書店 2001
- 『麻酔のhow to 診断編』編 克誠堂書店 2001
- 『麻酔のhow to 治療編』編 克誠堂書店 2002
- 『最近の人工呼吸法のながれ 人工呼吸法の変遷からnon-invasive ventilationまで』監修 坂本篤裕,竹田晋浩編 真興交易医書出版部 2003
- 『医療ガスハンドリングマニュアル』監修 診断と治療社 2003
- 『周術期におけるβ遮断薬の使い方 内科的使用から超短時間作用型β遮断薬の応用まで』監修 清野精彦,坂本篤裕編 真興交易医書出版部 2004
- 『病院の医療安全 理論と実践』長谷川幸子共監修 真興交易医書出版部 2005

### 翻訳
- Stanley Feldman『麻酔のトラブル その原因と対処法』漢訳　菅原真哉,井上哲夫共訳 総合医学社 1991